# Coaxkabel

1. Binnengeleider, 2. isolatiemateriaal, 3. buitengeleider, 4. mantel.

Een coaxkabel, ook wel coaxiale kabel genoemd, is een kabel waarvan de twee geleiders concentrisch zijn. Beide geleiders hebben dezelfde as, vandaar de naam coaxiaal.  
De 'kern' (binnenste koperen geleider) en de 'mantel' (omhullende buitenste geleider, die op aardpotentiaal wordt gehouden) zijn de twee stroomvoerende verbindingen. Doordat de assen van beide geleiders samenvallen, heffen de elektrische en magnetische velden van binnen- en buitengeleider elkaar buiten de kabel vrijwel op, waardoor weinig tot geen stoorsignalen naar binnen of naar buiten kunnen lekken.
Een kwalitatief hoogwaardige coaxkabel wordt gebruikt voor hoogfrequente signalen (bijvoorbeeld een televisiesignaal of een signaal in een computernetwerk).
Andere kabelverbindingen zijn vaak ook coaxiaal. Voorbeelden zijn RCA-kabels tussen geluidsapparatuur en scart-kabels. Zij worden echter meestal niet zo genoemd. Een uitzondering geldt voor de digitale audio-uitgang van een cd-, dvd- of bluray-speler, die de naam "coax" draagt.

## Opbouw van een coaxkabel
Radio-grade flexibele coaxkabel.

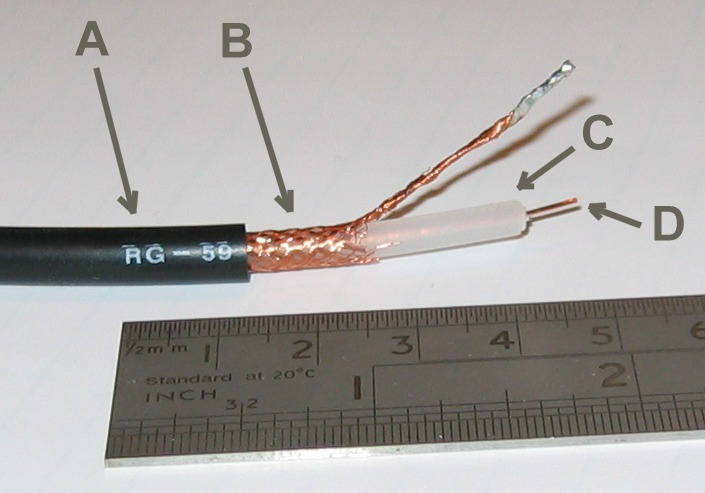
RG-59 flexibele coaxkabel
A: plastic omhulsel
B: koperen mantel
C: binnenste isolator
D: koperen kern

1. In het midden van de kabel bevindt zich de binnengeleider of kern waardoor het signaal overgedragen wordt. Deze is gemaakt van massief of geslagen koper. Soms wordt de kern verzilverd, voor een verbeterde geleiding.
2. Om de kern bevindt zich het elektrisch isolerende diëlektricum. Soms is dat lucht, en in dat geval moeten er afstandhouders in de kabel worden aangebracht.
3. Om het diëlektricum bevindt zich de buitengeleider. Deze is meestal van koper en kan massief of gevlochten zijn. De betere kabels hebben metaalfolie om de gevlochten buitengeleider .
4. Rondom de buitengeleider bevindt zich een kunststofmantel om de kabel tegen weersinvloeden te isoleren en beschermen.

## Kenmerken van de coaxkabel
Coaxkabels hebben een aantal kenmerken die in hun specificaties zijn terug te vinden. Hieronder volgen een aantal belangrijke.

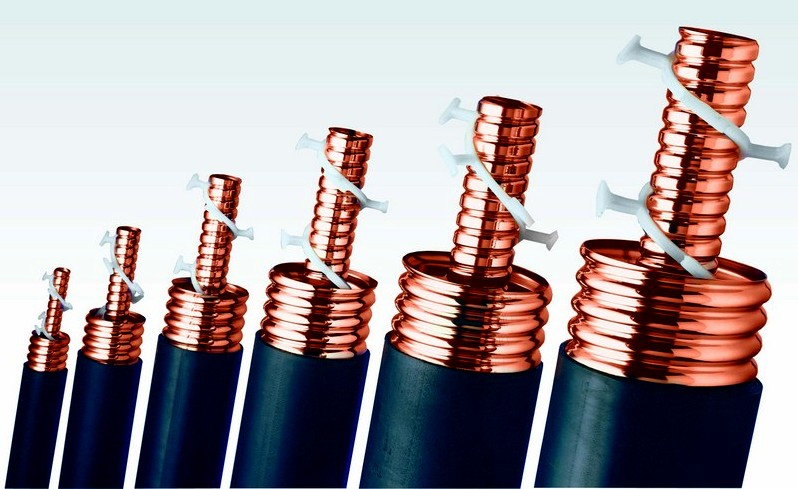
De tot 23 cm dikke coaxkabels worden gebruikt in televisiezendmasten

### Karakteristieke impedantie
Zoals iedere elektrische kabel, heeft ook een coaxkabel een bepaalde karakteristieke impedantie, die bij hoogfrequente signalen van belang is. Dat is de elektrische spanning gedeeld door de elektrische stroom in een oneindig lange kabel. De karakteristieke impedantie Zk is ongeveer gelijk aan de vierkantswortel uit de inductantie over de capacitantie per lengte-eenheid.
{\displaystyle Z_{\mathrm {k} }={\sqrt {\frac {L}{C}}}}
De meeste kabels die in de handel zijn hebben een karakteristieke impedantie van:
- 50 ohm (voor netwerken en radiocommunicatieapparatuur)
- 75 ohm (voor radio, televisie en videoapparatuur)

Opdat er geen reflectie van het signaal optreedt op de plek waar de kabel aan het apparaat aangesloten wordt, moet dat apparaat een ingangsimpedantie hebben die gelijk is aan de karakteristieke impedantie. Dikwijls is die ingang hoogohmig en wordt er een afzonderlijke weerstand van 50 of 75 ohm, een zogenoemde terminator, op het einde van de kabel geplaatst. Een hoogohmige ingang laat toe meerdere apparaten op dezelfde kabel aan te sluiten, bijvoorbeeld bij de vroegere 'thin ethernet' netwerken of bij SCSI-randapparaten.

#### Reflecties
Als de kabel niet aan beide einden met een afsluitweerstand wordt afgesloten zal een impulsvormig signaal aan het eind van deze kabel teruggekaatst worden en het originele signaal vervormen. Bij een open (oneindige weerstand) of kortgesloten (weerstand nul) uiteinde zal in theorie zelfs de gehele energie van het signaal gereflecteerd worden. Zie verder hiervoor het artikel Transmissielijn.

### Verliezen
De twee verlieseffecten in de coaxkabel zijn:
1. skineffect
2. diëlektrische verliezen

Het skineffect is het verschijnsel dat de indringingsdiepte van de elektromagnetische golf afhankelijk is van de frequentie, bij een geleider met soortelijke weerstand ongelijk aan nul. Hierdoor lopen zeer hoogfrequente golven alleen in de huid van de geleider terwijl golven onder de skin-afsnijfrequentie de hele doorsnede gebruiken. De indringingsdiepte {\displaystyle \delta _{s}} kan als volgt uitgerekend worden:
{\displaystyle \delta _{\mathrm {s} }={\sqrt {\frac {1}{\pi f\mu \sigma }}}},
en de skin-afsnijfrequentie {\displaystyle f_{\mathrm {sa} }} als volgt:
{\displaystyle f_{\mathrm {sa} }={\frac {1}{a^{2}\pi \mu \sigma }}},
waarin {\displaystyle \mu } de magnetische permeabiliteit is, {\displaystyle \sigma } de elektrische geleidbaarheid en {\displaystyle a} de straal van de geleider. Bij de RG-58U-coaxkabel (zie ook hieronder) ligt {\displaystyle f_{\mathrm {sa} }} rond de 22 kHz.
De diëlektrische verliezen worden veroorzaakt doordat het diëlektricum bij hogere frequenties energie dissipeert, ten gevolge van diëlektrische polarisatie en relaxatie.

### Overdrachtsfunctie
Een goede benadering {\displaystyle H(f)} van de overdrachtsfunctie van de kabel is als volgt:
{\displaystyle H(f)=e^{-j2\pi f\tau _{0}-{\sqrt {j2\pi f\tau _{1}}}-2\pi f\tau _{2}}},
waarin de tijdsconstantes {\displaystyle \tau _{0}}, {\displaystyle \tau _{1}} en {\displaystyle \tau _{2}} respectievelijk de looptijd, de verliezen door het skineffect en de diëlektrische verliezen aangeven.
Door middel van inverse Fouriertransformatie kan de tijddomein impulsrespons {\displaystyle h_{c}(t)} van de coaxkabel worden berekend:
{\displaystyle h_{c}(t)=h_{0}(t)*h_{1}(t)*h_{2}(t)},
waarin '*' de convolutie-integraal weergeeft, en waarin
{\displaystyle h_{0}(t)=\delta (t-\tau _{0})\quad }
({\displaystyle \delta (t)} is de diracimpuls),
{\displaystyle h_{1}(t)={\frac {\sqrt {\tau _{1}}}{2t{\sqrt {\pi t}}}}e^{-{\tfrac {\tau _{1}}{4t}}}}, en
{\displaystyle h_{2}(t)={\frac {1}{\pi \tau _{2}}}{\frac {1}{1+\left({\frac {t}{\tau _{2}}}\right)^{2}}}},

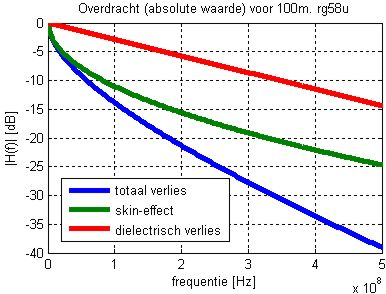
Overdracht van 100 meter RG-58U-coaxkabel

waarbij moet worden opgemerkt dat {\displaystyle h_{2}(t)} in werkelijkheid minder symmetrisch is (korter aan de linkerkant).

### Demping
De elektrische demping per lengte-eenheid, meestal 100 meter, wordt uitgedrukt in decibel. Hoe hoger deze waarde, des te meer signaal gaat er verloren in de kabel. De demping is afhankelijk van de frequentie van het signaal dat door de kabel wordt getransporteerd. Als voorbeeld staat in de figuur hiernaast de demping van 100 meter RG-58U-kabel. Dit is een goedkope, gangbare standaardcoaxkabel, die van ca. 1985 tot ca. 2000 veel voor thinwire computernetwerken werd gebruikt. −6 dB/100 m @ 220 MHz
Bij hogere frequenties is de demping groter. Dit is een belangrijke reden waarom kabeltelevisienetwerken de zenders omzetten naar lagere frequenties.

### Bandbreedte
Als bandbreedte wordt de frequentie aangehouden waarbij de demping van de kabel 3 dB bedraagt. Bij een demping van 3 dB gaat de helft van het elektrisch vermogen verloren; bij een demping van 6 dB de helft van de elektrische spanning.

## Coaxiale kabel voor consumenten
Een coaxiale kabel met de betreffende standaardstekkers wordt onder meer gebruikt voor kabeltelevisie, van de wandaansluiting naar de antenne-aansluiting van een televisie, recorder of decoder. Deze brengt het hele RF signaal over: alle televisieprogramma's (beeld en geluid) en de radioprogramma's. Een verbinding van een recorder naar een televisie of van een decoder naar een recorder of televisie geschiedt vaak met een ander soort kabel die dan maar één programma doorgeeft, met aparte aders voor het geluid, zoals scart of HDMI. Aanvullend is er eventueel ook nog een verbinding met een coaxkabel om ook de andere programma's door te geven.
Een goede coaxiale kabel is stralingsarm. Dat wil zeggen dat de hoogfrequentsignalen, die door de kabel worden getransporteerd, niet naar buiten kunnen lekken. Omgekeerd kunnen ook geen hoogfrequentsignalen van buiten naar binnen dringen en zo storing veroorzaken. 
Coaxiale kabels voor de doorgifte van radio- en televisiesignalen moeten een impedantie hebben van 75 ohm. Voor computernetwerken worden kabels met een impedantie van 50 ohm gebruikt. Het is voor de aanleg van een netwerk belangrijk dat de typen niet verwisseld worden.
Hoe groter de diameter van een coaxiale kabel hoe geringer het signaalverlies. Ook het gebruikte isolatiemedium is van invloed op het signaalverlies. Het ultraviolet in zonlicht veroorzaakt in de loop van de tijd verslechtering van de isolatie. Nieuwe schuimkabel heeft minder verlies dan kabel met vaste kunststofisolatie. Schuimkabel kan dus een grotere afstand overbruggen dan de kabel met vaste kunststof. 
Een coaxkabel die wordt gebruikt voor aansluiting van de dakantenne aan de radio en televisie, heeft gewoonlijk een verlies van 12 dB per 100 m bij 220 MHz. Dit is de zogenaamde 12dB-kabel die slechts enkele meters lang is.